# Chiton particolor
Chiton particolor är en blötdjursart som först beskrevs av Hull 1923.  Chiton particolor ingår i släktet Chiton och familjen Chitonidae. Inga underarter finns listade i Catalogue of Life.